# Heaven Knows (canção)
"Heaven Knows" é uma canção gravada pela banda de hard rock The Pretty Reckless para o seu segundo álbum de estúdio Going to Hell (2014). A canção foi lançada como o segundo single do álbum em 19 de novembro de 2013 como download digital em lojas online. A canção foi escrita por Taylor Momsen e Ben Phillips, enquanto Kato Khandwala foi responsável pela produção. "Heaven Knows" é o primeiro single da banda ao topo de uma parada Billboard (Mainstream Rock) eo segundo single ao topo UK Rock Chart, após o seu primeiro single "Make Me Wanna Die", em 2010.

## Historia
Após o fim de sua turnê mundial The Medicine Tour em 2012, a banda começou a trabalhar no seu segundo álbum de estúdio. Eles estavam gravando no Water Music Recording Studios, em Hoboken, New Jersey, quando o estúdio foi destruído pelo Furacão Sandy em outubro de 2012. Eles perderam uma grande quantidade de equipamentos e gravações de músicas do álbum. Depois disso, eles tiveram de voltar a gravar um monte de músicas que eles estavam trabalhando no momento. Interscope lançou "Kill Me" aos lojas digitais, em 2 de dezembro de 2012, serviria como primeiro single do álbum. Um conflito com a empresa, principalmente por causa do fraco desempenho de "Kill Me" nas paradas e vendas, fez a Pretty Reckless desfazer seu contrato com a Interscope e em 24 de setembro de 2013, foi anunciado que a banda tinha assinado com a gravadora Razor & Tie.
"Heaven Knows" estreou em 19 de novembro, 2013 no OSirius XM's Octane e no mesmo dia em que foi lançado como segundo single do álbum como Download nas lojas digitais.

## A recepção da crítica
Chris Payne da Billboard elogiou a canção e descreveu "Heaven Knows" como "rainha" "We Will Rock You", com vocais de Joan Jett". Chucky Eddy também elogiou a música, em sua opinião, "a música é um exploração do glam que pisa sobre adolescentes problemáticos".

## Desempenho nas paradas
Heaven Knows foi primeiro single do The Pretty Reckless ao topo de uma parada da Billboard. Foi a sua primeira entrada canção no Mainstream Rock e acabou atingindo em primeiro lugar por três semanas consecutivas. Foi a segunda canção de uma banda liderada por mulheres ao topo esse gráfico em 24 anos. A canção foi também a primeira entrada da banda no Canadian Hot 100; que atingiu um pico de número cinquenta e três.
No Reino Unido, a canção estreou no número sessenta e um no quadro principal e se tornou o segundo hit número um da banda no UK Rock Chart.
Na Nova Zelândia, a canção estreou no número 38 no New Zealand Singles Chart em 28 de março de 2014 e é a primeira música que passou no país.

## O vídeo da música
A banda estreou o vídeo da música "Heaven Knows" no Vevo em 12 de fevereiro de 2014 e foi co-dirigido pela vocalista Taylor Momsen e Jon J.

## Lista da trilha
| Download digital |                |         |  |
| N.º              | Título         | Duração |  |
| 1.               | "Heaven Knows" | 3:44    |  |
| Duração total:   | Duração total: | 3:44    |  |